# Nem megújuló energiaforrás
A meg nem újuló energiaforrás olyan természeti erőforrás, aminek nincs újraképződési mechanizmusa, vagy ha van, az emberi léptékkel túlságosan hosszú időbe telik. A nem megújuló energiaforrás nem gyártható, termeszthető, illetve nem újrafelhasználható a fogyasztással megközelítő mértékben.
Tipikusan nem megújuló energiaforrások a fosszilis tüzelőanyagok (kőszén, kőolaj, földgáz, propán-bután gáz), illetve az atomenergia energiahordozó anyaga, az urán.
A megújuló energiaforrás ezzel szemben olyan közeg, anyag, természeti jelenség, amely folyamatosan vagy naponta többször ismétlődően rendelkezésre áll, vagy jelentősebb emberi beavatkozás nélkül is legfeljebb néhány éven belül újratermelődik.
A nem megújuló energiaforrások használata többféle olyan problémát vet fel, amelyek nem állnak összhangban az emberiség fenntartható fejlődésével. Ezek az energiahordozók korlátozottan találhatók meg a föld felszínén vagy az alatt, kitermelésük egyre költségesebbé, felhasználásuk egyre környezetszennyezőbbé válik. A fosszilis tüzelőanyagok felhasználása, elsősorban az égés során felszabaduló szén-dioxid kibocsátása miatt jelentősen megváltoztatja a föld légkörének az összetételét ami nagy valószínűséggel hozzájárul a klímaváltozáshoz. Az atomerőművek elhasznált fűtőelemei olyan radioaktív anyagok, amelyek az élőlények egészségére veszélyesek, és amelyek biztonságos tárolása költséges és sok emberöltőn át fennmaradó kockázatot okoz. Tekintettel az emberiség jelenlegi és egyre növekvő energiaigényére, a nem megújuló energiaforrások már nem sokáig képesek a teljes keresletet kielégíteni.

## Alapanyagok
- kőszén: évente több mint 7,5 milliárd tonnát bányásznak világszerte, a készleteket kb. 130 évre elegendőnek becsülik. A kibányászott kőszén évi mennyisége tavaly 6,6%-kal nőtt az előző évihez képest, az 1999-es állapothoz képest pedig átlagosan évi 4,4%-kal nőtt az évente kibányászott mennyiség.[1]
- kőolaj: Naponta több mint 74 millió hordónyi olajat hoznak jelenleg a felszínre,[2] és ez a jelenlegi 1,653 milliárd hordónyi bizonyított készlettel számolva 54 évre elegendő, feltételezve, hogy a felhasználás nem növekszik.[3]
- földgáz: Az Energy Information Agency jelentése szerint a világ földgázkészletei 60 évre elegendőek a jelenlegi fogyasztási trendek szerint, a valóságban azonban ez növekszik. További gondokat okozhat, hogy szemben a kőolajjal, a földgáz tengeri szállítása nem megoldott.[4] 2005-ben a Földnek 60 évre elegendő földgáz készlete volt.[5]
- urán: az atomenergia energiahordozó anyaga. Számos számítás létezik a felhasználható urán mennyiségéről, az Európai Bizottság 2001-es jelentése szerint az elsődleges uránforrások mintegy 42 évre elegendőek, ha a másodlagos forrásokat (leszerelhető atomfegyverek, kiégett fűtőelemek visszadúsítása, állami tartalékok) is hozzávesszük, akkor pedig 72 évre, ám ezek a számok csak abban az esetben relevánsak, ha az atomenergia továbbra is csak kis részét fedezi az emberiség energiaszükségletének.[6]